# Hedayat Mombini
Hedayat Mombini, né le 21 mars 1970, est un arbitre iranien de football, international depuis 2003. 

## Carrière
Il a officié dans des compétitions majeures : 
- AFC Challenge Cup 2006 (matchs dont la finale)
- Coupe d'Iran de football 2007-2008 (finale retour)
- Coupe d'Iran de football 2010-2011 (finale retour)